# دانیل اتین
دانیل اتین (انگلیسی: Danielle Étienne؛ زادهٔ ۱۶ ژانویهٔ ۲۰۰۱) بازیکن فوتبال اهل هائیتی است.
وی همچنین در تیم‌های ملی فوتبال Haiti women's national football team بازی کرده‌است.